# Verblendsteen

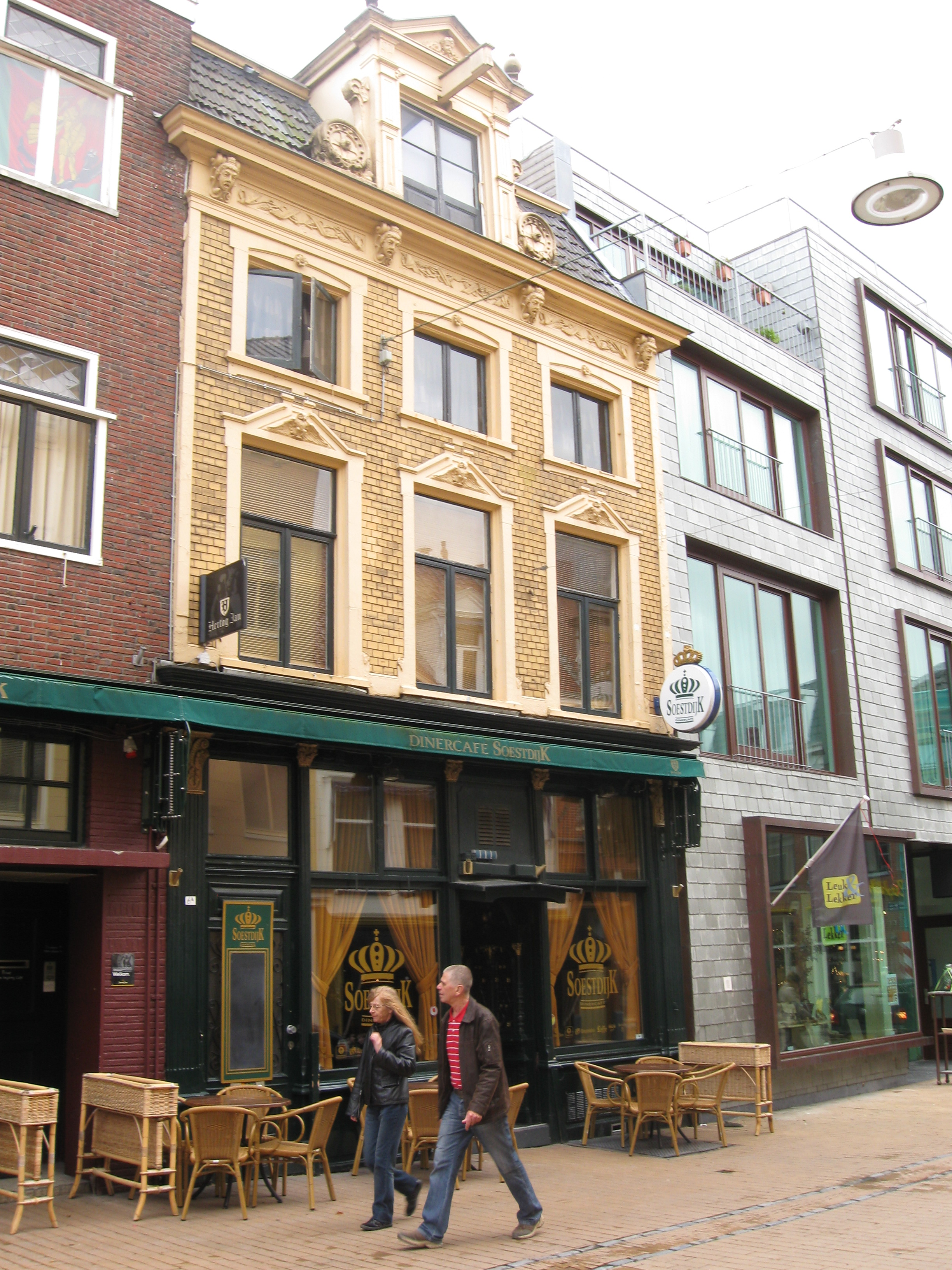
Voorbeeld gele verblendsteen

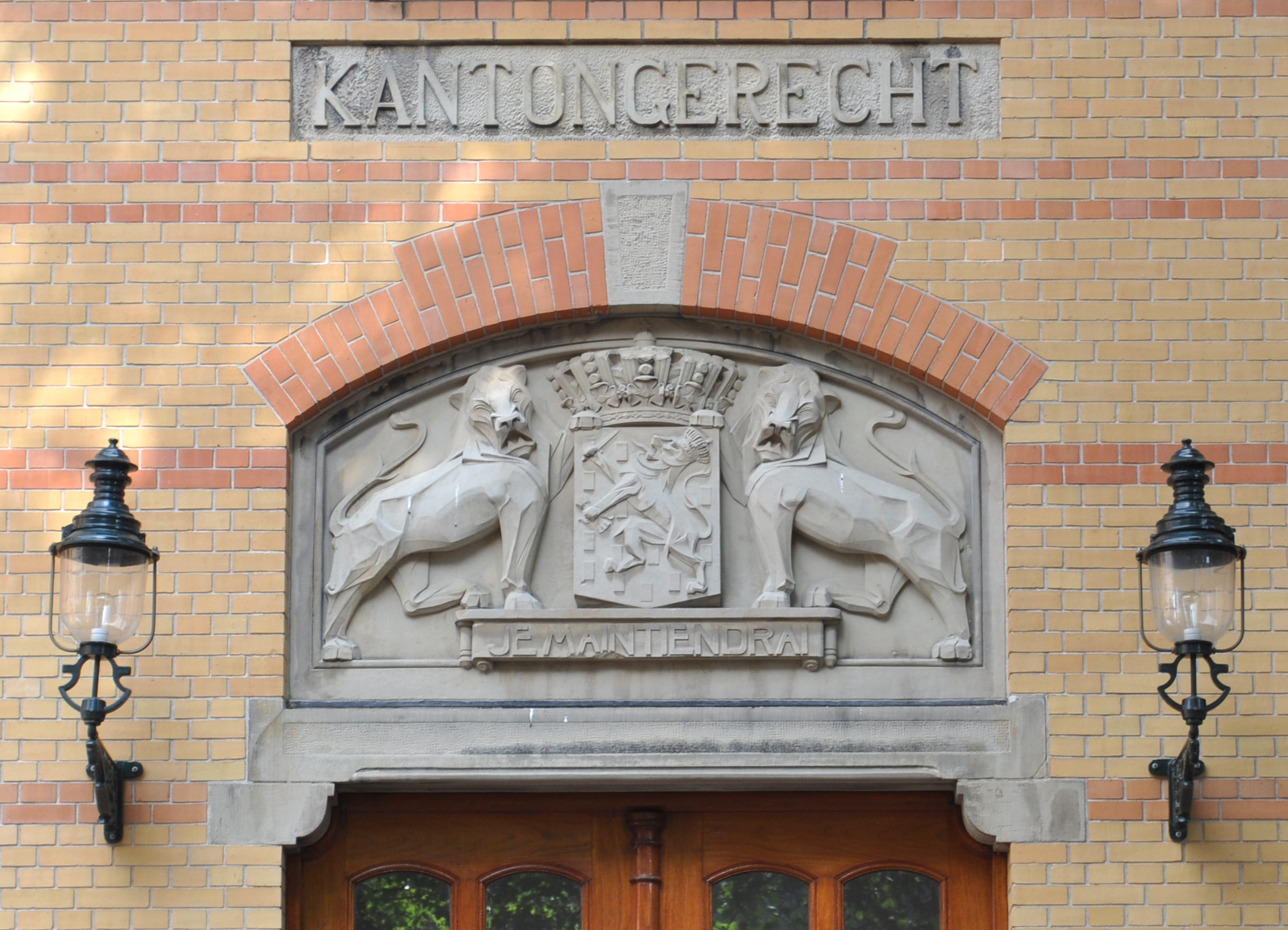
Voorbeeld gele en rode verblendsteen

Een verblendsteen is een soort baksteen, specifieker een strengperssteen. Karakteristiek voor de verblendsteen zijn de scherpe randen en perforaties binnenin. Deze baksteen wordt vervaardigd met een strengpers, waarna hij gedroogd en gebakken wordt. Er wordt een vettere kleisoort gebruikt dan bij de normale strengpersstenen. Soms worden de stenen geglazuurd. De stenen werden in Nederland na circa 1900 toegepast.
De verblendsteen is vaak als bekleding gebruikt voor metselwerk van mindere kwaliteit. Het Duitse woord 'verblenden' betekent dan ook 'verbergen', 'bekleden'; in het Nederlands wordt weleens van 'blindeersteen' gesproken. De kleur van verblendsteen is meestal helderrood of geel, dus konden bij het metselen gemakkelijk anders gekleurde banden aangebracht worden.